# Wolf Rauch
Wolf Rauch (* 7. März 1952 in Graz, Steiermark) ist ein österreichischer Informationswissenschaftler.

## Leben und Wirken
Rauch studierte in Wien Mathematik, Statistik, Betriebs- und Wirtschaftsinformatik und promovierte an der Universität Wien 1976. 1977–1982 war er Assistent bzw. Dozent an der Universität Wien; 1982–1984 Leiter der Sektion für Kommunikation der Gesellschaft für Information und Dokumentation in Frankfurt am Main (Deutschland); 1984–1987 Universitätsprofessor in Klagenfurt, seit 1987 Leiter des Instituts für Informationswissenschaft an der Universität Graz, 1997–1999 deren Rektor. 1999 war er Präsident der Österreichischen Rektorenkonferenz und später des Österreichischen Fachhochschulrates. Später war er Abgeordneter zum Steirischen Landtag.
Aktuell leitet er das Institut für Informationswissenschaft und Wirtschaftsinformatik.
1982 erhielt er den Forschungspreis Technische Kommunikation und 1999 erhielt er das Große Goldene Ehrenzeichen des Landes Steiermark.
Am 8. März 2012 erhielt er das Große Goldene Ehrenzeichen für Verdienste um die Republik Österreich.